# Nové Butovice
Nové Butovice je název sídliště na Praze 13, tvořící východní část Jihozápadního Města. To sestává především z panelových domů, vybudovaných v druhé polovině 80. let 20. století a na samém začátku let devadesátých.

## Poloha

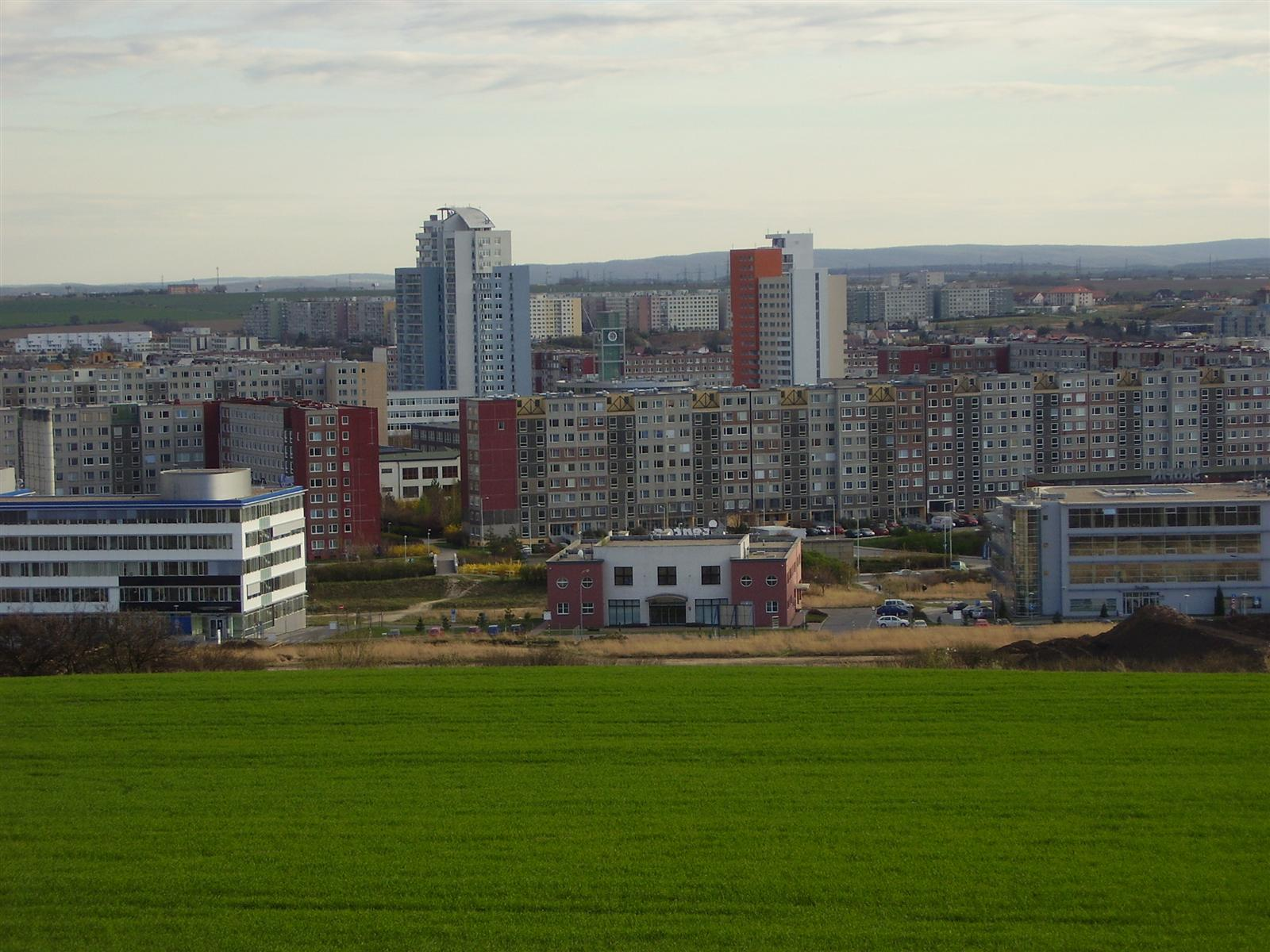
Pohled z vrchu Vidoule

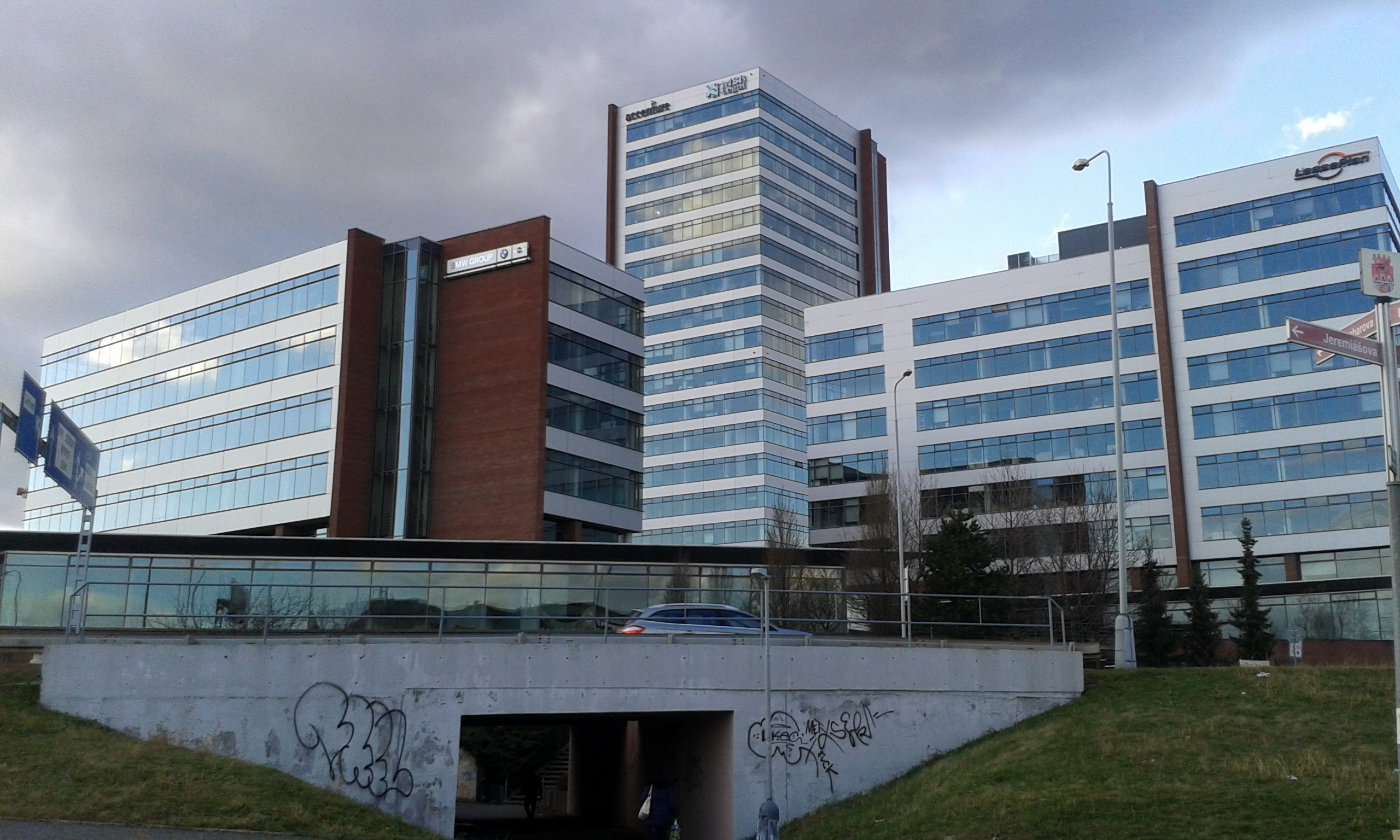
Budovy kancelářského komplexu Nové Butovice

Nové Butovice se rozkládají v katastrálním území Stodůlky. Svůj název získaly podle staré vesnice Butovice, která se nachází východně od sídliště. Od staré zástavby je sídliště odděleno čtyřproudou ulicí Bucharovou. K hlavním dopravním uzlům sídliště patří dvě stanice metra (Hůrka a Nové Butovice) trať metra vytváří přirozenou osu sídliště. U stanice Nové Butovice je terminál městské autobusové dopravy a zastávky regionálních autobusových linek. Další čtyřproudé silnice, které obcházejí celé JZM, zajišťují dostupnost autobusové dopravy ale i individuální automobilové dopravy i do vzdálenějších míst.

## Historie sídliště
Na počátku 21. století zaznamenaly Nové Butovice významnou změnu; vzniklo obchodní centrum Galerie Butovice nedaleko od Prokopského údolí a začaly být budovány nové kancelářské objekty na okraji sídliště. Byl zbořen nedostavěný multifunkční komplex, který zůstal rozestavěn z časů výstavby panelových domů. Na jeho místě pak byla 23. ledna 2014 zahájena stavba kancelářsko-administrativní budovy Metronom Business Centrum. Stavba byla dokončena v květnu 2015.